# Derek Chauvin
Derek Michael Chauvin (sinh ngày 19 tháng 03 năm 1976) là một cựu cảnh sát người Mỹ nổi tiếng vì liên quan đến vụ ám sát George Floyd ở Minneapolis, Minnesota, vào ngày 25 tháng 5 năm 2020. Trong lúc cùng ba sĩ quan khác thực hiện một vụ bắt giữ, Chauvin đã quỳ  gối lên cổ Floyd, nạn nhân của vụ bắt giữ, trong vòng 8 phút 46 giây khi Floyd bị còng tay, nằm úp mặt xuống đường và liên tục kêu tôi không thở được. Ngày hôm sau, Minneapolis Police Department đã sa thải Chauvin. Anh đã bị buộc tội giết người cấp độ hai và phạm tội bao gồm ít hơn (lesser included offense). Sự cố này đã khơi mào cho cuộc biểu tình George Floyd ở Minneapolis–Saint Paul và trên toàn bộ lãnh thổ còn lại của Hoa Kỳ, sau đó lan rộng ra khắp thế giới. Chauvin được tại ngoại vào ngày 7 tháng 10 năm 2020. Phiên tòa hình sự của Chauvin bắt đầu vào ngày 8 tháng 3 năm 2021.